# 放課後ボーイズ
放課後ボーイズ（ほうかごぼーいず）は、かつて吉本興業（大阪本社）に所属していたお笑いトリオ。NSC大阪校37期生。2018年結成、2023年1月15日解散。よしもと漫才劇場に所属していた。
解散後は、ガーヤマちゃん、村岡わっしょい!がコンビ「千日前ゴールデンポップス」を結成して活動している。

## メンバー
ガーヤマちゃん（1990年8月12日 - ）（34歳）ツッコミ・ネタ作り担当、立ち位置は中央。
- 大阪府大阪市西成区出身[3]。身長173 cm、体重86 kg[3]。血液型B型[3]。
- 本名、山家 佑介（やまが ゆうすけ）。
- 趣味はレゲエ、ヒップホップ、ゴシップ、都市伝説。
- ダブルヒガシが率いるデブ軍団の初期メンバー。

村岡わっしょい!（むらおかわっしょい、1989年4月17日 - ）（36歳）ボケ担当、立ち位置は向かって右。
- 兵庫県神戸市出身。身長173 cm、体重73 kg[3]。血液型A型[3]。
- 本名、村岡 将威（むらおか しょうい）。
- 趣味は野球、ゲーム実況、映画鑑賞。
- 兵庫県立伊川谷高等学校卒業。
- 芸人草野球チーム・上方ホンキッキーズ所属、17番。
- 「わっしょい!村岡」と間違われる。

走れ!ぴゅー吉（はしれ!ぴゅーきち、1995年12月14日 - ）（29歳）ボケ担当、立ち位置は向かって左。
- 三重県津市出身。身長165cm、体重53kg[3]。血液型A型[3]。
- 本名、奥山 零（おくやま れい）。旧芸名、レイ・ジ・エンド・レイ[4]。
- 趣味はコーヒー、カラオケ。
- 結成した当初は、青色のボクシンググローブを着けてネタをしていたが、劇場の支配人に怒られた為、外してネタをするようになった。

## エピソード
- ピン芸人として活動していたガーヤマちゃんが、それぞれ解散してピンで活動していた村岡わっしょい!と走れ!ぴゅー吉を誘ってトリオ結成。
- 走れ!ぴゅー吉は以前お坊ちゃま芸人のちゃんぼくん。として活動していたが、トリオ結成に際してキャラクターを一新し走れ!ぴゅー吉となった。
- ネタ作成からその他ほとんどをガーヤマちゃんが担当しており、チケットの販売だけ他の2人が担当している。
- 現在のトリオ名の名付け親はトニーフランク。ガーヤマちゃんの個人名も同様[5]。
- あさパラ!のコーナー"ブレイク芸人を探せ"で優勝した。
- 舞台衣装は海外ドラマgleeの高校の制服がモデルである。

## 賞レースでの戦績

### M-1グランプリ
| 年度   | 結果      | エントリーNo. | 会場                           | 日時     |
| ------ | --------- | ------------- | ------------------------------ | -------- |
| 2018年 | 3回戦進出 | 1028          | よしもと漫才劇場               | 10月23日 |
| 2019年 | 3回戦進出 | 1201          | よしもと祇園花月               | 10月28日 |
| 2020年 | 2回戦進出 | 27            | COOL JAPAN PARK OSAKA SSホール | 10月29日 |
| 2021年 | 3回戦進出 | 1975          | よしもと漫才劇場               | 10月26日 |
| 2022年 | 3回戦進出 | 1462          | よしもと祇園花月               | 10月26日 |

## 出囃子
- 『絶対!Part2』早坂好恵